# Hiroya Iwakabe
Hiroya Iwakabe (født 17. maj 1994) er en japansk fodboldspiller.
Han har spillet for flere forskellige klubber i sin karriere, herunder YSCC Yokohama.